# Gian Marco
Gian Marco Javier Zignago Alcover (Lima, 17 de agosto de 1970) é um cantor, compositor e ator peruano. Ele ganhou três vezes o Grammy Latino de Melhor Álbum de Cantor-Compositor.

## Biografia
Gian Marco nasceu em Lima, Peru, em 17 de agosto de 1970. Sua mãe é a atriz e cantora peruana María Regina Alcóver Ureta, e seu pai o compositor e cantor peruano Javier Óscar Florencio Zignago Viñas, mais conhecido como Joe Danova. Aos 12 anos, apareceu pela primeira vez na televisão no programa argentino Domingos Gigantes, transmitido pelo Canal 9 de Buenos Aires.
Contratado por Emilio Estefan, Marco trabalhou em algumas faixas para o álbum auto-intitulado de Mandy Moore. Em 2002 lançou o álbum A Tiempo que rendeu três indicações ao Grammy Latino.